# 硫酸铀酰钾
硫酸铀酰钾是一种无机化合物，化学式为K2UO2(SO4)2。极易溶于水。
K2UO2(SO4)2·2H2O在自然界中以Geschieberite矿（捷克境内）的形式存在。

## 制备
该化合物可从硫酸钾和硫酸铀酰的混合溶液中，在室温结晶得到。